# .om
.om ("عمان.") – domena internetowa (ccTLD) przypisana w roku 1996 do Omanu i administrowana przez Telecommunication Regulatory Authority-Oman.

## Poziomy drugiego poziomu
- Om - administracja rządowa i autoryzowane firmy
- Co.om, com.om	- firmy i przedsiębiorstwa
- Org.om - firmy publiczne (non-profit)
- Net.om - firmy telekomunikacyjne
- Edu.om - publiczne lub prywatne instytucje edukacyjne
- Gov.om - agencje rządowe
- Museum.om - muzeum Oman
- Pro.om - związki i stowarzyszenia zawodowe
- Med.om - rządowe lub prywatne firmy medyczne